# Резервуарний парк

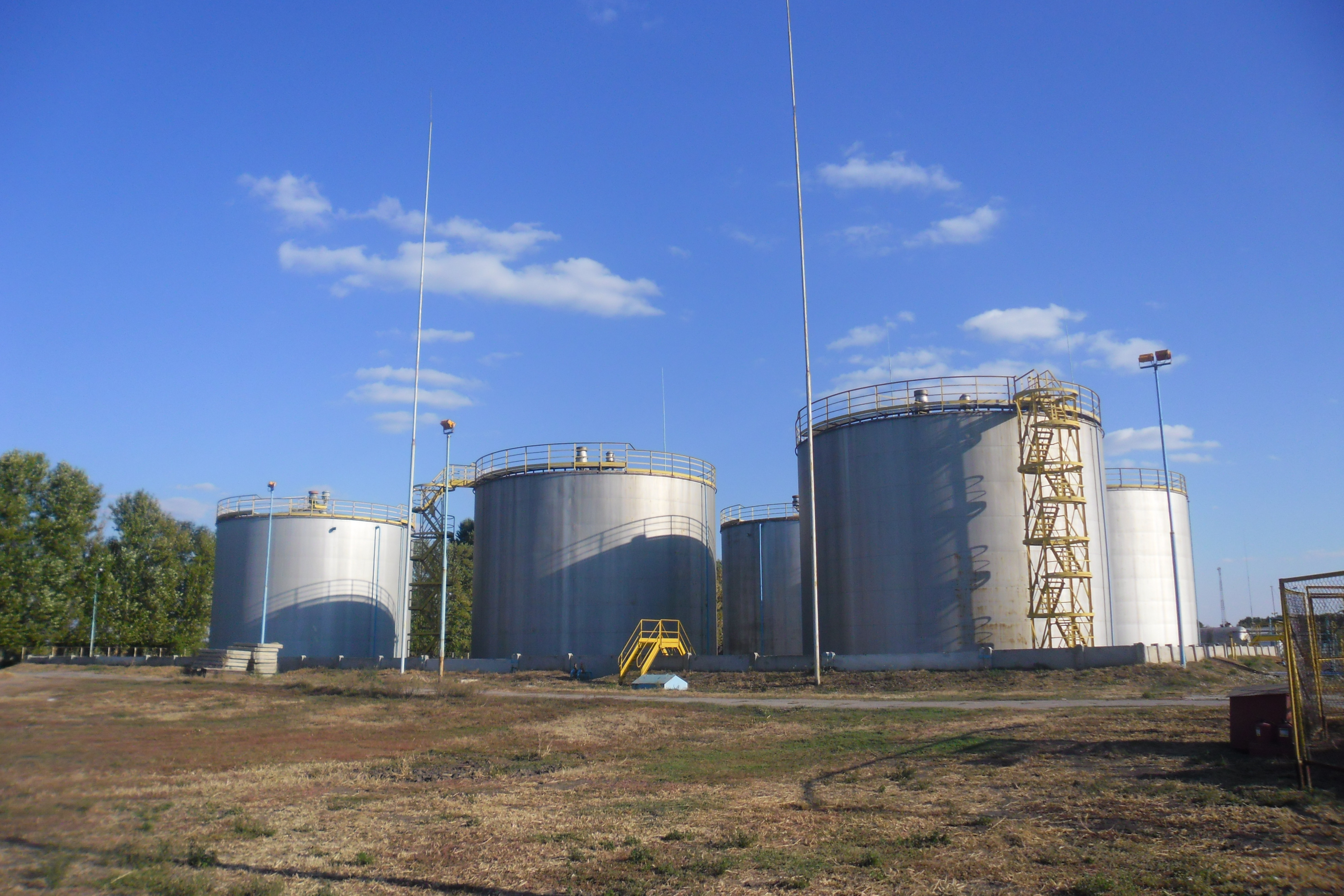
Резервуарний парк

Резервуарний парк (рос. резервуарный парк; англ. reservoir tank storage, англ. tank farm, tank battery, нім. Tanklager n, Tankanlage f) — комплекс взаємопов'язаних окремих або груп резервуарів, які зосереджені в одному місці і призначені для зберігання та накопичення рідинних продуктів (нафти, нафтопродуктів, рідких вуглеводнів, води тощо).
Резервуарний парк обладнується технологічними трубопроводами, запірною арматурою, насосними установками для внутрішньопаркових перепомповувань, системами зменшення втрат продуктів (в резервуарах для нафти — газовирівнювальна система), безпеки, пожежогасіння та засобами автоматизації. Резервуарний парк забезпечують рівномірне завантаження магістральних трубопроводів, компенсацію пікових та сезонних нерівномірностей споживання нафти, нафтопродуктів і води промисловими районами та містами, накопичення запасів аварійного та стратегічного резерву, для технологічних операцій із змішування, підігрівання та доведення продуктів до певної кондиції і можуть використовуватися в ході товарно-комерційних операцій для вимірювань кількості продуктів. Резервуарний парк забезпечують підвищення надійності систем нафтопостачання господарства в цілому. За способом розміщення резервуарів розрізняють Р.п. надземні, наземні, напівпідземні, підземні та підводні.

## Інтернет-ресурси
- Резервуарный парк на нефтеперекачивающей станции
- Резервуарний парк